# 大江裕一郎
大江 裕一郎（おおえ ゆういちろう、1959年（昭和34年12月28日 - ）は、日本の医師、医学者。学位は博士（医学）。元東京慈恵会医科大学大学院医学研究科教授、元国立がん研究センター中央病院副院長。専門は、呼吸器内科学、臨床腫瘍学、肺がん、分子標的治療に関する研究。

## 略歴

### 略歴
1959年東京大田区で開業医の家庭の長男として生まれる。地元の小学校を卒業後、芝中学に入学とともに柔道部に入部、中学高校時代は柔道に熱中する。東京慈恵会医科大学入学後も柔道を続け、東医体、全医体などで活躍した。
1984年に東京慈恵会医科大学を卒業し、同大学附属病院で初期研修ののち、1986年に同大学第2内科（宮原正教授）へ入局　
1987年に国立がんセンター病院で西條長宏の指導の下、肺がん治療、臨床試験、TRの研修を行う。1989年に国立がんセンター病院外来部内科医員　1992年7月から1年間マイアミ大学医学部微生物免疫学教室に留学。8月にはカテゴリー5で上陸したハリケーン・アンドリューの直撃を受け、真夏のマイアミで1週間電気の来ない生活を送った。
1997年から2年間、国立がんセンター東病院での勤務を経験したのち1999年から国立がんセンター中央病院に戻る。この間、JCOGの臨床試験、治験などに携わる。
2002年の日本臨床腫瘍学会の設立とともに初代事務局長に就任しがん薬物療法専門医制度発足にかかわる。
2009年から2014年まで、国立がんセンター東病院に勤務し通院治療部長、呼吸器内科長を歴任し2011年からは副院長を併任する。2013-2017年に日本臨床腫瘍学会3代目理事長を務め学会の公益社団法人を行うとともにがん薬物療法専門医制度の確立を目指した。また、2013-2017年に世界肺癌学会（The International Association for the Study of Lung Cancer : IASLC）理事を務めた。
2014年に国立がん研究センター中央病院へ呼吸器内科長・副院長（教育担当）として復帰し、JCOG肺がん内科グループ代表者に就任。2017年からはJCOG代表者も務めた。
柔道7段。全日本柔道連盟評議員・医科学委員会委員・アンチドーピング部会長・コンプライアンス委員会委員、全日本医師柔道連盟会長、元日本オリンピック委員会強化スタッフ（2010-2020年医・科学スタッフ）、日本体育協会公認スポーツドクターでもある。

### 経歴
- 1978年3月 芝高等学校卒業[1]
- 1984年3月 東京慈恵会医科大学卒業[2]
- 1984年5月 東京慈恵会医科大学付属病院内科研修医
- 1986年5月 東京慈恵会医科大学第2内科教室入局
- 1989年2月 国立がんセンター病院外来部内科医員
- 1992年7月 マイアミ大学医学部微生物免疫学教室に留学
- 1997年4月 国立がんセンター東病院外来部内科医師
- 1999年5月 国立がんセンター中央病院第1領域外来部肺科医師
- 2001年4月 国立がんセンター中央病院第1領域外来部通院治療センター医長
- 2003年8月 国立がんセンター中央病院特殊病棟部13A病棟医長
- 2007年5月 近畿大学医学部内科学教室腫瘍内科部門客員教授
- 2009年4月 国立がんセンター東病院通院治療部長
- 2010年6月 国立がん研究センター東病院呼吸器腫瘍科呼吸器内科長
- 2011年9月 副院長（教育・研究担当）併任
- 2012年4月 順天堂大学大学院医学研究科がん生涯教育センター客員教授[3]
- 2013年8月 日本臨床腫瘍学会理事長
- 2014年5月 国立がん研究センター中央病院副院長
- 2016年7月 東京慈恵会医科大学大学院医学研究科連携大学院教授
- 2021年4月 順天堂大学大学院医療看護学研究科客員教授
- 2025年3月　国立がん研究センター中央病院を定年退職

## 主な役職
- 2013年-2017年 日本臨床腫瘍学会理事長　[4]
- 2013年-2017年 国際肺癌学会（The International Association for the Study of Lung Cancer: IASLC）理事
- 2014年-2017年 厚生労働省「がん対策推進協議会」委員
- 2014年-2025年　JCOG肺がん内科グループ代表者
- 2017年-2025年　JCOG代表者
- 2018年-　厚生労働省「医療上の必要性の高い未承認薬・適応外薬検討会議」構成員・座長
- 2022年2月 第19回日本臨床腫瘍学会学術集会長
- 2022年6月-　日本がん治療認定機構理事長
- 2023年11月 第56回芝学園同窓会大会実行委員長
- 2024年10月 第65回日本肺癌学会学術集会長

## 所属学会
- 日本臨床腫瘍学会
- 日本肺癌学会
- 日本癌学会
- 日本癌治療学会
- 日本内科学会
- 日本呼吸器学会
- 日本泌尿器腫瘍学会
- 日本臨床スポーツ医学会
- ASCO
- AACR
- IASLC
- ESMO

## 賞詞
- 2007年2月1日 田宮記念賞 財団法人がん研究振興財団

## 関連事項
- 日本肺癌学会
- 国立がんセンター